# Rudolf Mayer (Anwalt)

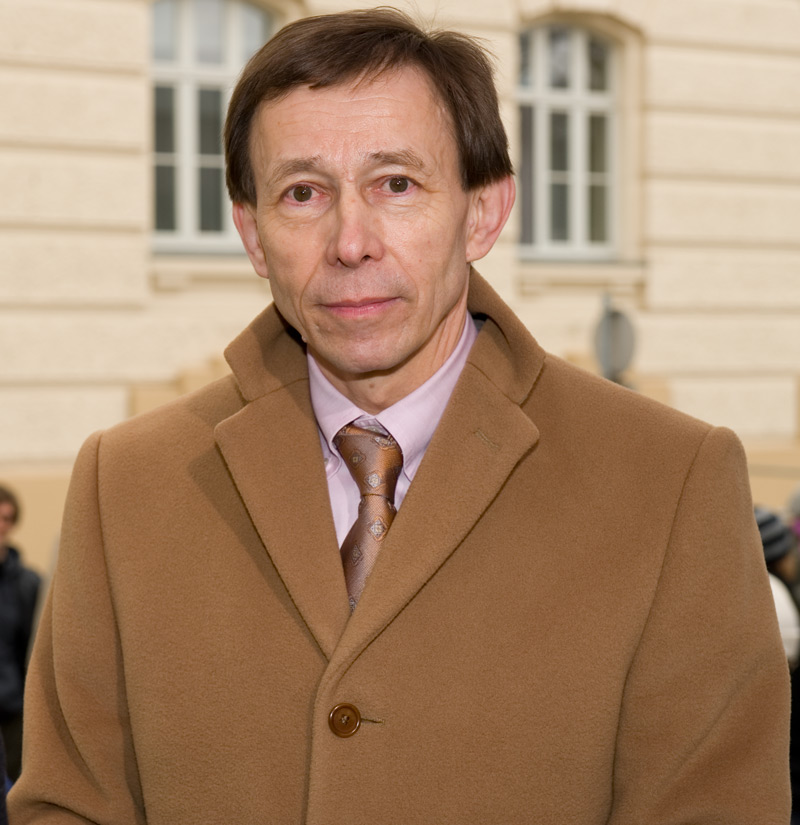
Rudolf Mayer beim Prozess gegen Josef Fritzl in St. Pölten (2009)

Rudolf Mayer (* 3. Oktober 1947 in Wien) ist ein österreichischer Anwalt mit Schwerpunkt Strafverteidigung.

## Leben
Rudolf Mayer wurde als Sohn eines Opernsängers geboren und war als Knabe Eleve des Wiener Staatsopernballetts. Später arbeitete er als Kellner, im Sozialreferat des Wiener Arbeiterbezirks Floridsdorf und als Bewährungshelfer. Mit 29 Jahren nahm er das Studium der Rechtswissenschaft auf, das er mit der Promotion abschloss. Seit Mitte der 1980er Jahre ist er als Strafverteidiger tätig. Er begann im Bereich Betäubungsmittel und betreute mit der Zeit immer schwerer wiegende Fälle. Daneben ist er Vorstandsmitglied der Vereinigung österreichischer Strafverteidiger.
Mayer gilt als einer der bekanntesten Anwälte in Österreich, seit er als einer der Verteidiger der schwarzen Witwe Elfriede Blauensteiner auftrat. Eine seiner Strategien ist es, die Mandanten zu einem Geständnis zu bewegen, um damit eine geringere Strafe erwirken zu können – was nicht immer auf Gegenliebe stieß. Mayer hat seine Klienten schon in einigen medienwirksamen Fällen verteidigt, der bekannteste ist der am 19. März 2009 mit der Verkündung der lebenslangen Freiheitsstrafe gegen den Angeklagten abgeschlossene Prozess gegen den wegen Sexual- und Gewaltverbrechens beschuldigten Josef Fritzl. Des Weiteren war er auch der Verteidiger im sehr medienbeachteten Prozess gegen die „Eislady“ Estibaliz Carranza.
Ab 25. April 2019 vertrat Mayer den „wegen der Mitgliedschaft in einer kriminellen Organisation und einer terroristischen Vereinigung“ angeklagten Kujtim Fejzulai, der mutmaßlich am 2. November 2020 den Terroranschlag in Wien verübte. Im Jahr 2023 vertrat er den Schauspieler Florian Teichtmeister, der wegen Besitzes und der Herstellung pornografischer Darstellungen von Minderjährigen angeklagt und schuldig gesprochen wurde.